# MME U80701

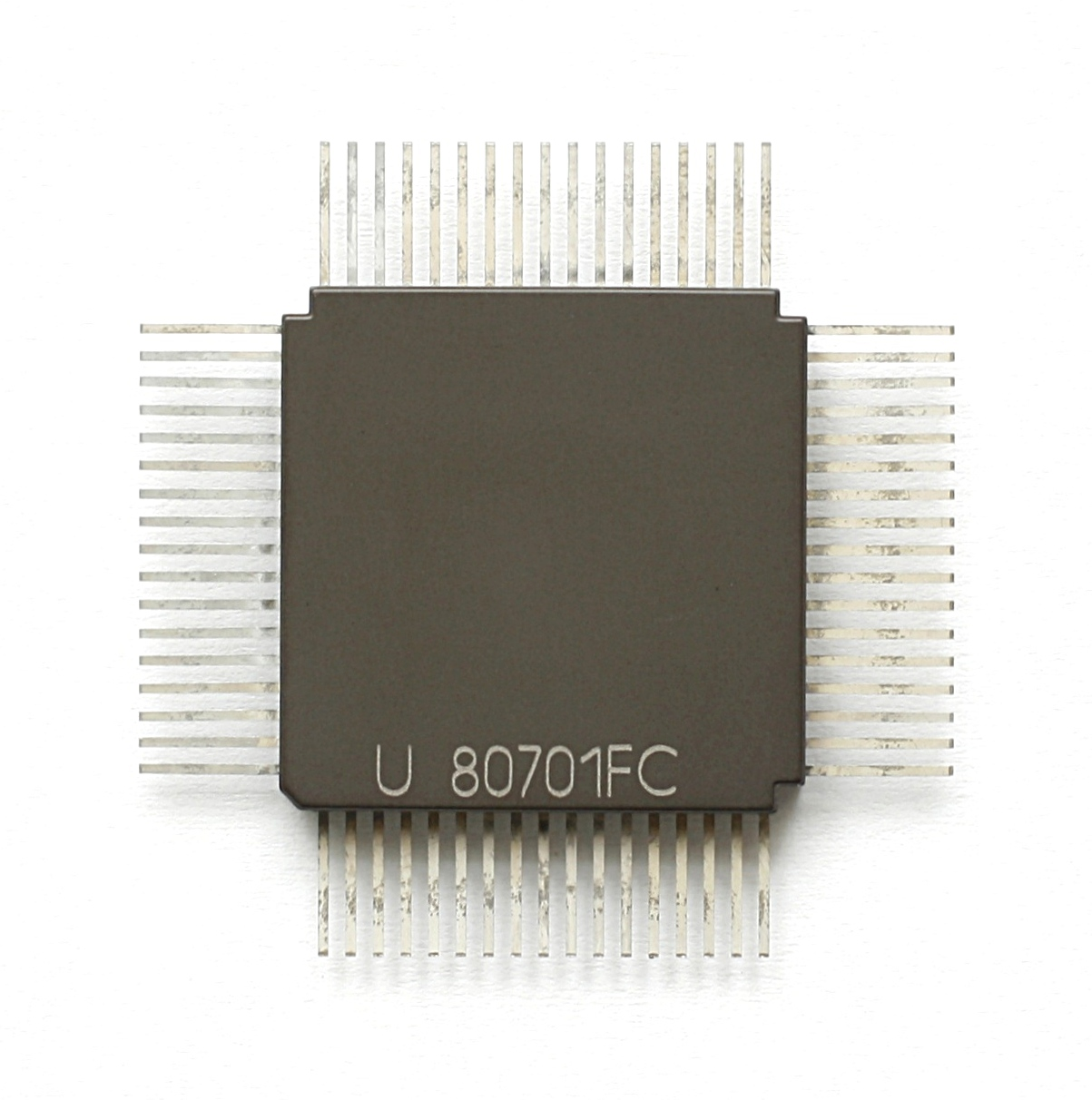
U80701FC im CQFP-Gehäuse.

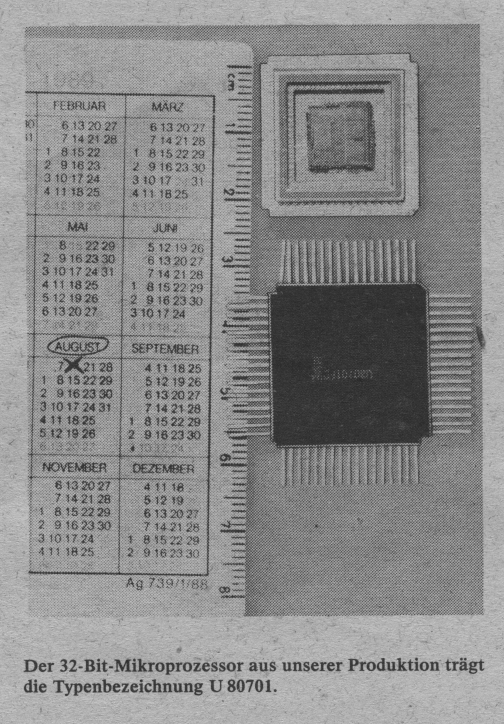
Der U80701 (oben geöffnet) im CQFP-68-Gehäuse.

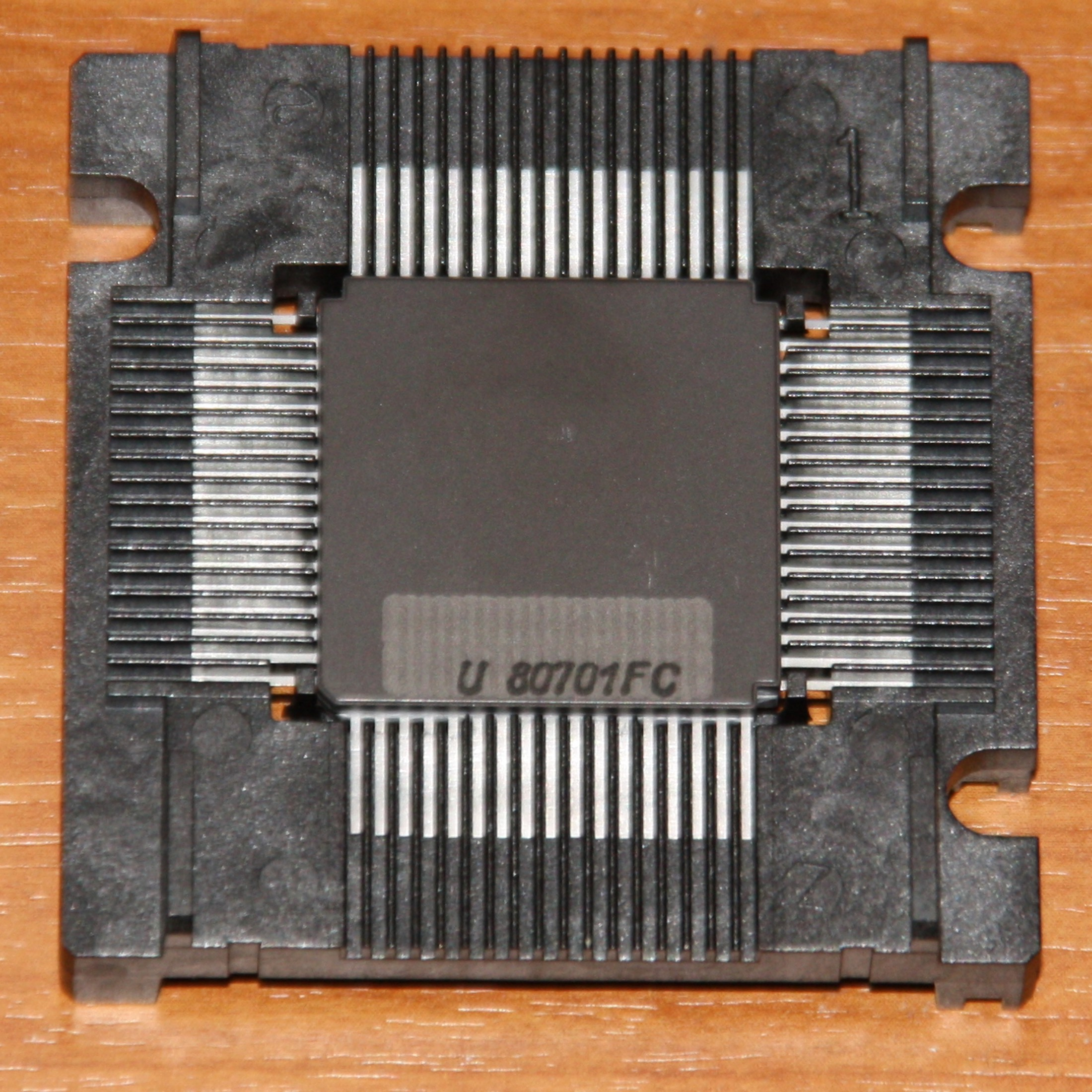
U80701FC Prototyp

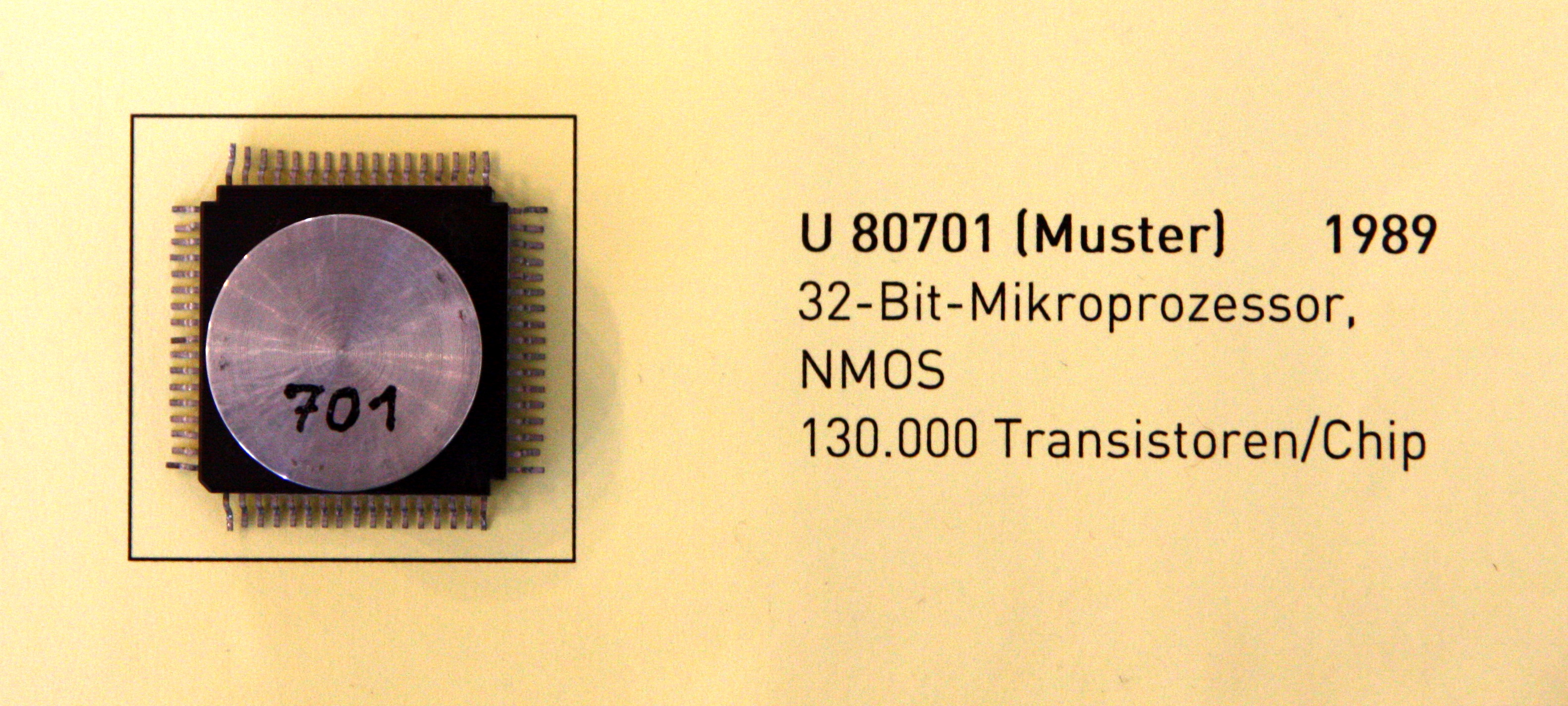
U80701FC in den Technischen Sammlungen Dresden

Der U80701 ist ein Nachbau des Mikroprozessors vom Typ MicroVAX 78032 der Digital Equipment Corporation (DEC), der mittels Reverse Engineering entwickelt wurde. Er war der erste in der Deutschen Demokratischen Republik (DDR) hergestellte 32-Bit-Prozessor und wurde entwickelt, um die damals führende Rechnerlinie von Digital Equipment Corporation, speziell der MicroVAX II, in der DDR verfügbar zu machen. Der zum U80700-Schaltkreissystem gehörende Prozessor wurde am 14. August 1989 offiziell vorgestellt. Das Entwicklerkollektiv des Schaltkreissystems wurde am 6. Oktober 1989 mit dem Nationalpreis der DDR I. Klasse für Wissenschaft und Technik ausgezeichnet.
Der Mikroprozessor sollte im Robotron-Arbeitsplatzrechner K 1820, einem Nachbau der MicroVAX II, verwendet werden. Von diesem System wurden 10 Muster gebaut. Auf der Leipziger Frühjahrsmesse 1990 wurde der Mikroprozessor in einer Vitrine des VEB Mikroelektronik „Karl-Marx“ Erfurt ausgestellt. Seitens der Sowjetunion lag Interesse an dem Schaltkreis wie auch am K 1820 vor.  Der Prozessor U80701 wurde nicht mehr in Serienproduktion gefertigt. Ab 1995 sollte ein Mikroprozessorsystem U80900 nach dem Vorbild CVAX 78034 für das Nachfolgemodell K 1830 (entsprechend MicroVAX III) das U80700-System ablösen.

## Architektur
Die CPU war in einem 68-poligen FlatPack-Plast- oder Keramikgehäuse untergebracht. Die integrierte Speicherverwaltungseinheit (MMU) konnte bis zu 16 MB physikalischen sowie bis zu 4 Gigabyte virtuellen Speicher adressieren und unterstützte einen 512 Byte seitenorientierten Schutzmechanismus sowie eine Verwaltung der Zugriffsrechte.
Die Programmierung erfolgte über 175 Maschinenbefehle, 16 32-Bit-breite allgemeine sowie 20 Prozessor- beziehungsweise interne Register. Die CPU hatte einen 62,4 KB großen ROM mit integriertem 8-Byte-Prefetch-Stack. Das ROM enthielt ein Programm zur Ablaufsteuerung. Adress- und Datenbus belegten dieselben Pins, deswegen wurde hier das Multiplexverfahren verwendet. Des Weiteren war es möglich, die CPU durch eine zusätzliche Gleitkommaeinheit zu erweitern.
Zum U80700-Prozessorsystem gehörten folgende Schaltkreise:
- U80701: Hauptprozessor (CPU)
- U80702: Reed-Solomon-Generator (RSG)
- U80703: Gleitkommaprozessor (FPU)
- U80707: DIGITAL Link asynchronous receiver/transmitter (DLART)
- U80709: CPU-Interface-Gate-Array (CIGA)
- U80711: Bus-Interface-Gate-Array (BIGA)

Die einzelnen Bestandteile des U80700-Schaltkreissystems wurden unter Leitung des Kombinats Mikroelektronik Erfurt in arbeitsteiliger Zusammenarbeit mit den Kombinaten Robotron und Carl-Zeiss Jena (Zentrum Mikroelektronik Dresden) sowie dem Zentralinstitut für Kybernetik und Informationsprozesse Berlin der Akademie der Wissenschaften der DDR entwickelt. So wurde beispielsweise Robotron-Elektronik Dresden (Fachgebiet E9 und E5) mit der Entwicklung der U80702, U80703 und U80707 bis hin zu pflichtenheftgemäßen Mustern beauftragt.

## Daten
| Hersteller:                          | VEB Mikroelektronik „Karl Marx“ Erfurt                  |
| Bezeichnung:                         | U 80701 FC                                              |
| Adressbus:                           | 32 Bit intern/extern                                    |
| Datenbus:                            | 32 Bit intern/extern                                    |
| Entwicklungsbeginn:                  | 1986                                                    |
| nicht funktionierende Muster :       | 1988                                                    |
| erste funktionsfähige Muster:        | 1989                                                    |
| Technologie:                         | nSG (NMOS-Silizium-Gate-Technik)                        |
| Transistoranzahl:                    | zirka 130.000                                           |
| Chipfläche:                          | 85 mm²                                                  |
| Taktfrequenz:                        | effektiv 5 MHz (abgeleitet aus 40 MHz)                  |
| Verarbeitungsgeschwindigkeit K 1820: | 0,9 MIPS                                                |
| MMU:                                 | integriert                                              |
| Gehäuse:                             | PLCC-68 laut Quelle #3, auch CQFP-68 bekannt (s. Fotos) |

| Bezeichnung | Ein-/Ausgang           | Beschreibung                                                         |
| ----------- | ---------------------- | -------------------------------------------------------------------- |
| CLK1        | Eingang                | Eingangstakt                                                         |
| CLK0        | Ausgang                | Taktausgabe der Normalfrequenz                                       |
| RESET#      | Eingang                | RESET der CPU                                                        |
| BM0..BM3    | Ausgänge               | Byte-Maske                                                           |
| DAL0..DAL31 | Ein-/Ausgänge          | gemultiplexter Daten-/Adressbus                                      |
| AS#         | Ausgang, Tristate      | Adress strobe                                                        |
| DS#         | Ausgang, Tristate      | Data strobe                                                          |
| DBE#        | Ausgang, Tristate      | Data buffer enable                                                   |
| WR#         | Ausgang, Tristate      | Write                                                                |
| EPS#        | Ausgang                | External processor strobe                                            |
| CS0, CS1    | Ausgänge, Tristate     | Bus cycle status                                                     |
| CS2         | Ein-/Ausgang, Tristate | Bus cycle status                                                     |
| RDY#        | Eingang                | Ready                                                                |
| ERR#        | Eingang                | Error                                                                |
| DMR#        | Eingang                | DMA request                                                          |
| DMG#        | Ausgang                | DMA grant                                                            |
| HALT#       | Eingang                | Halt-Interrupt-Anforderung                                           |
| INTTIM#     | Eingang                | Timer-Interrupt-Anforderung                                          |
| PWRFL#      | Eingang                | Power-Fail-Interrupt-Anforderung                                     |
| IRQ0#…IRQ3# | Eingänge               | Interrupt-Anforderung für Standard-I/O-Interrupts                    |
| TEST        | Eingang                | Testeingang für Bauelemente-Hersteller                               |
| UCCX        | –                      | Betriebsspannung zur Versorgung der Pinlogik des Daten-/Adressbusses |
| USSX        | –                      | Bezugspotential für UCCX                                             |
| UCCI        | –                      | Betriebsspannung für Schaltkreislogik                                |
| USSI        | –                      | Bezugspotential für UCCI                                             |
| UBB         | –                      | Bulkspannung, intern generiert                                       |